# Eriogonum soliceps
Eriogonum soliceps là một loài thực vật có hoa trong họ Rau răm. Loài này được Reveal & Björk mô tả khoa học đầu tiên năm 2004.